# Live in Central Park, NYC
Live in Central Park, NYC è un album live dei King Crimson, pubblicato nell'Aprile del 2000 e registrato al Central Park, New York, il 1º luglio 1974.

## Tracce
1. "No Pussyfooting" (Brian Eno, Robert Fripp) 2:11
2. "21st Century Schizoid Man" (Fripp, Michael Giles, Greg Lake, Ian McDonald, Peter Sinfield) 7:58
contiene:
  - "Mirrors"
3. "Lament" (Fripp, Richard Palmer-James, John Wetton) 4:49
4. "Exiles" (David Cross, Fripp, Palmer-James) 7:53
5. "Improv: Cerberus" (Bill Bruford, Cross, Fripp, Wetton) 8:27
6. "Easy Money" (Fripp, Palmer-James, Wetton) 6:26
7. "Fracture" (Fripp) 11:20
8. "Starless" (Bruford, Cross, Fripp, Palmer-James, Wetton) 12:31
9. "The Talking Drum" (Bruford, Cross, Fripp, Jamie Muir, Wetton) 5:30
10. "Larks' Tongues in Aspic (Parte II)" (Fripp) 6:55

## Formazione
- Robert Fripp - chitarra, mellotron
- John Wetton - chitarra basso, voce
- David Cross - violino, mellotron
- Bill Bruford - batteria, percussioni